# Makakilo
Makakilo est une localité située dans le comté d'Honolulu, sur la côte ouest de l’île d’Oahu, à Hawaï, aux États-Unis. Sa population s’élevait à 18 248 habitants lors du recensement de 2010. Son nom signifie « yeux qui observent ».

## Démographie
| 2000  | 2010   | - | - | - | - |
| ----- | ------ | - | - | - | - |
| 9 901 | 18 248 | - | - | - | - |